# Palácio Estévez
O Palacio Estévez (ou Edificio José Artigas) é um palácio histórico em Montevidéu, no Uruguai. Localiza-se na Plaza Independencia, no centro histórico da cidade.
O Palácio foi construído entre 1873 e 1874 pelo arquiteto espanhol Manoel de Castel como residência para o financista portenho Francisco Candelario Estévez (ou Estéves). A família de Estévez ocupava o andar superior, enquanto o andar inferior era utilizado por vários estabelecimentos comerciais. Também o consulado da Itália funcionou no edifício nessa época. 
Em 1878, devido a problemas financeiros dos proprietários, o casarão foi comprado pelo governo de Lorenzo Latorre, que destinou-o como sede oficial da presidência do Uruguai. O edifício foi remodelado pelo engenheiro Alberto Capurro, que adicionou o frontão triangular com o brasão nacional na fachada, eliminou os miradores do edifício e alterou os espaços interiores. A obra foi inaugurada em 1880 pelo presidente Francisco Antonino Vidal.
O Palácio Estévez serviu como sede governamental até 1985, quando o presidente Julio María Sanguinetti transferiu o despacho presidencial ao Edificio Libertad. Desde 1999 funciona como museu dedicado à história da presidência (Museo de la Casa de Gobierno). Seu nome foi oficialmente alterado para Edificio José Artigas em 2009, em homenagem ao herói nacional do Uruguai.